# Kalymnos
Kalymnos ou Calymnos (grec moderne : Κάλυμνος) est une île montagneuse de l'archipel du Dodécanèse dans la mer Égée. Elle se trouve à 12 km au nord de l'île de Kos, à 2 km au sud de Leros et près de la Turquie au niveau de la péninsule de Bodrum. Cette île gréco-romano-byzantine de l'Antiquité au XIVe siècle passa ensuite aux Hospitaliers de l'ordre de Saint-Jean de Jérusalem, aux Turcs ottomans au XVIe siècle et aux Italiens en 1911, avant de rejoindre la Grèce en 1947. Elle est principalement connue pour son activité de pêche aux éponges naturelles et depuis quelques années voit sa notoriété s'accroitre dans le domaine des sports d'escalade.
Les Kalymniotes sont les habitants de Kalymnos, Càlino en italien, Kilimli ou Kelemez en turc. L'étymologie du nom est incertaine et discutée : de ϰαλυννος - kalynnos « couverte » (de maquis initialement), de ϰαλιμνημος - kalimnêmos « bonne nôtre » ou « bon souvenir », ou encore du phénicien karinan « carienne ».

## Géographie
Kalymnos est une île de 109,67 km2 (21 km de long par 13 km de large), la quatrième du Dodécanèse par sa taille, dont les contours sont étonnamment proches de ceux de la Grande-Bretagne (ou comparables à la silhouette d'un scorpion). C'est une île calcaire, mais elle possède au centre une vallée composée de tuf, vestige d'un ancien volcan. La cime la plus haute est Panaghia Kyrapsili avec sa chapelle à 608 mètres d'altitude.
L'île et ses environs sont fréquemment secoués de tremblements de terre de moyenne amplitude. Toutefois en l'an 554, un tremblement de terre majeur provoqua un glissement de terrain qui détacha quatre îlots de l'île principale : Telendos à environ 800 m du rivage, Psérimos, Pláti Psérimou et Kalólimnos.
Les routes de cette petite île sont étroites, bordées de bosquets de pins et de beaucoup de lauriers-roses. Les maisons sont généralement blanches (pour refléter au maximum les rayons solaires et garder ainsi la fraîcheur). 
En 2001, la population de l'île est estimée à 16 576 habitants. La ville principale de Kalymnos est Pothia, qui constitue également le port de l'île. Les quartiers portent le nom du saint auquel leur paroisse est consacrée. On y trouve une multitude de petits cafés et restaurants typiquement kalymniotes. Il n'y a pas beaucoup de plages à Kalymnos, les plus connues se trouvant à Myrties et Massouri. Les principales localités de Kalymnos sont Pothia (10 149 habitants), Horio (3 311 habitants), Panormos (1 412 habitants), Emporio, Skalia, Arginonta, Massouri, Myrties (203 hab.), Melitsacha, Vathi (577 hab.) et Stymenia. Telendos, situé face à Kalymnos, abrite une jolie plage et plusieurs petits restaurants grecs.
L'union de l'île à la Grèce a été ratifiée le 7 mars 1948.

Kalymnos et les îles qui l'entourent.
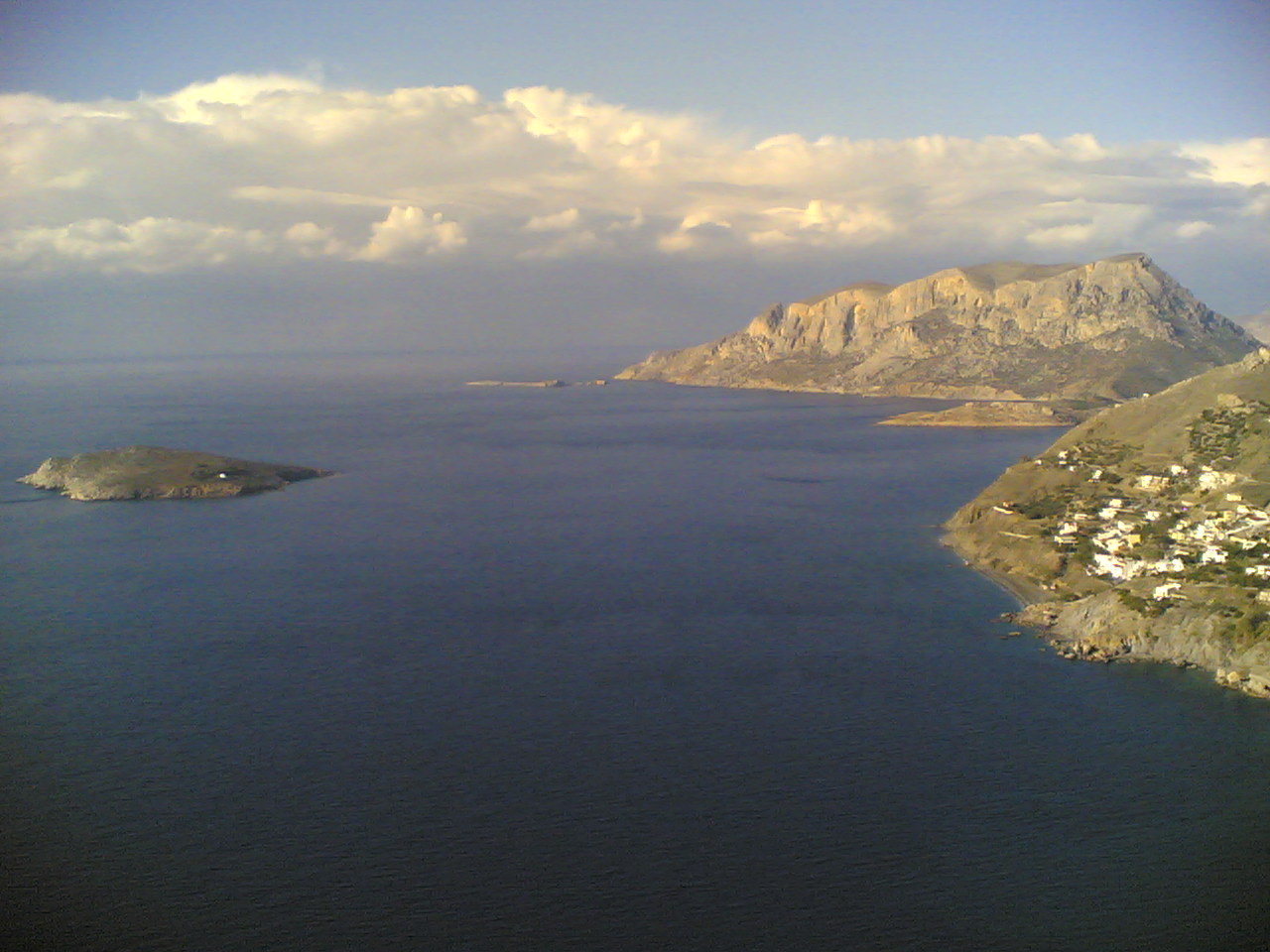
L'île de Telendos au fond, l'îlot Kyriaki à gauche, et Kalymnos apparaissant à droite
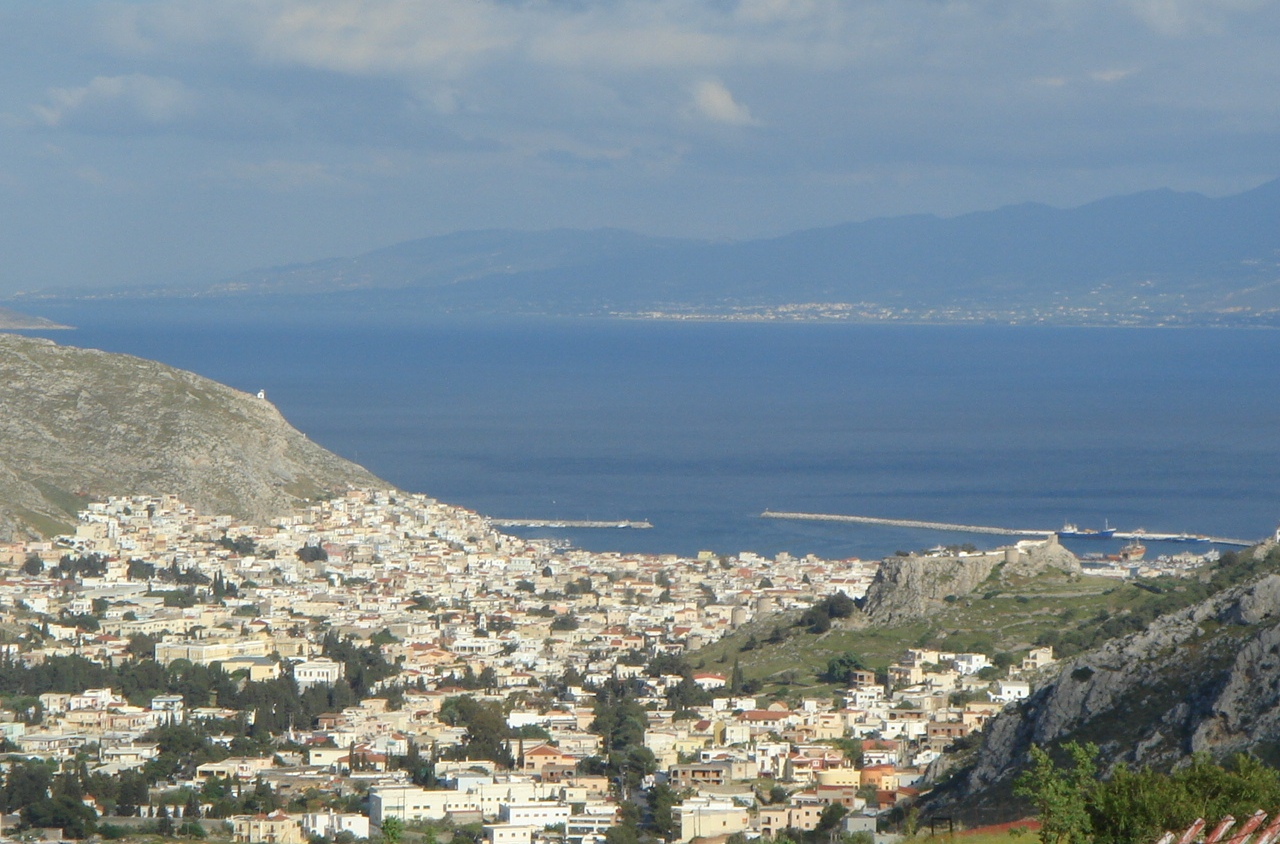
La ville-port de Pothia et le château Chrysoheria sur le promontoire à droite. Au fond, Kos.

## Histoire

### Antiquité
Kalymnos était habitée dans les temps archaïques par les Cariens. Elle appraît dans lIliade d'Homère, au chant II (v. 676-680), dans le Catalogue des vaisseaux, sous le nom pluriel d'« îles Calydnes » : elle apporte, avec Kos, Nissiros, Kassos, et Karpathos, trente vaisseaux à l'armée des Argiens menée par Agamemnon et Achille, navires placés sous le commandement de Phidippe et d'Antiphos. 
Indépendante de l'époque archaïque au début de la période classique, elle passa sous la domination des Perses puis rejoint la ligue de Délos au Ve siècle av. J.-C. Au cours de la période hellénistique, Kalymnos fut sous le contrôle de Ptolémée Ier d'Égypte. 
Sa grotte des Nymphes était un lieu de culte dans l'Antiquité, et l'île fut l'une des premières à se convertir au christianisme, au début IIe siècle, en raison de la proximité de Patmos où Jean l'Évangéliste séjourna.

### Moyen Âge et domination turque
Après la longue période byzantine, elle fut utilisée durant le XIIIe siècle   comme base navale par les Vénitiens. En 1310, elle devint possession des Hospitaliers de l'ordre de Saint-Jean de Jérusalem, qui construisirent un important château, après quoi elle fut souvent attaquée par les Ottomans (notamment en 1457 et 1460) avant d'être conquise par eux en 1522. Mais contrairement à ce qui s'est passé à Rhodes et à Kos, il n'y eut pas de colonisation turque de l'île, qui resta intégralement de culture grecque bien que sous domination ottomane, et ce pendant quatre siècles, jusqu'au début du XXe siècle.

### XXesiècle
Le 12 mai 1912, lors de la guerre italo-turque, Kalymnos fut occupée par les marins de la Regia Marina : l'Italie prit le contrôle de l'île et du Dodécanèse  occupation qui dura jusqu'en 1943. Cette période de colonisation italienne fut marquée à Kalymnos, et d'une certaine manière dans tout le Dodécanèse, par le tracé des routes qui demeurent jusqu'à nos jours ainsi que par l'assimilation dans la cuisine locale de plats italiens comme la makaronada, qui se décline aux légumes, aux fruits de mer, au fromage ou à la viande. 
La chute de l'Italie mussolinienne en 1943 poussa les Allemands à entreprendre la campagne du Dodécanèse en octobre 1943 ; victorieux à la bataille de Cos, ils occupèrent tout le Dodécanèse jusqu'à l'armistice de mai 1945. À cette date, Kalymnos passa durant deux ans sous protectorat britannique avant de rejoindre la Grèce en 1947, en même temps que le reste du Dodécanèse.
Un incident sérieux, en 1996, faillit provoquer un affrontement militaire entre la Grèce et la Turquie à propos de deux minuscules îlots rocheux et déserts, nommés Ímia, légalement rattachés à Kalymnos mais que la Turquie revendique depuis 1986 (les cartes maritimes turques d'avant cette date reconnaissent le tracé de la frontière gréco-turque à mi-distance entre Ímia et la côte turque) et qu'elle finit par occuper militairement. Le désaccord fut réglé l'année suivante en respect de la Convention de Montego Bay, établissant la souveraineté grecque, et les Turcs durent évacuer les îlots. Ils continuèrent cependant à contester la souveraineté grecque dans les médias, ce qui entretient un ressentiment anti-turc kalymniote, malgré le rapprochement des deux pays depuis 2000, à la suite du tremblement de terre dévastateur en Turquie du 19 août 1999 qui fit 17 000 morts.

### Émigration
Kalymnos est une île qui fut longtemps relativement pauvre, ce qui entraîna une forte émigration de sa population au cours du XXe siècle. Des familles kalymniotes de marins, de pêcheurs, d'ouvriers ou encore de scaphandriers collecteurs d'éponges sont parties pour la France, en Camargue (à Salin-de-Giraud et à Port-Saint-Louis-du-Rhône), ainsi qu'aux États-Unis et en Australie, notamment à Tarpon Springs en Floride et à Darwin dans le Territoire du Nord de l'Australie.

## Administration
Administrativement Kalymnos a, un temps, été soumise à l'île voisine de Kos, en conservant une certaine autonomie. Mais elle a aussi fait partie d'une confédération qui lui a permis d'assurer sa défense. 
Dépendant administrativement du district régional de Kalymnos (district régional), la municipalité comprend également les îles de Psérimos, Telendos, Kalólimnos et Pláti Psérimou.

### Jumelages
- Arles (France) depuis 2004

La ville de Kalymnos est jumelée avec celle d'Arles en France depuis 2004.

## Économie

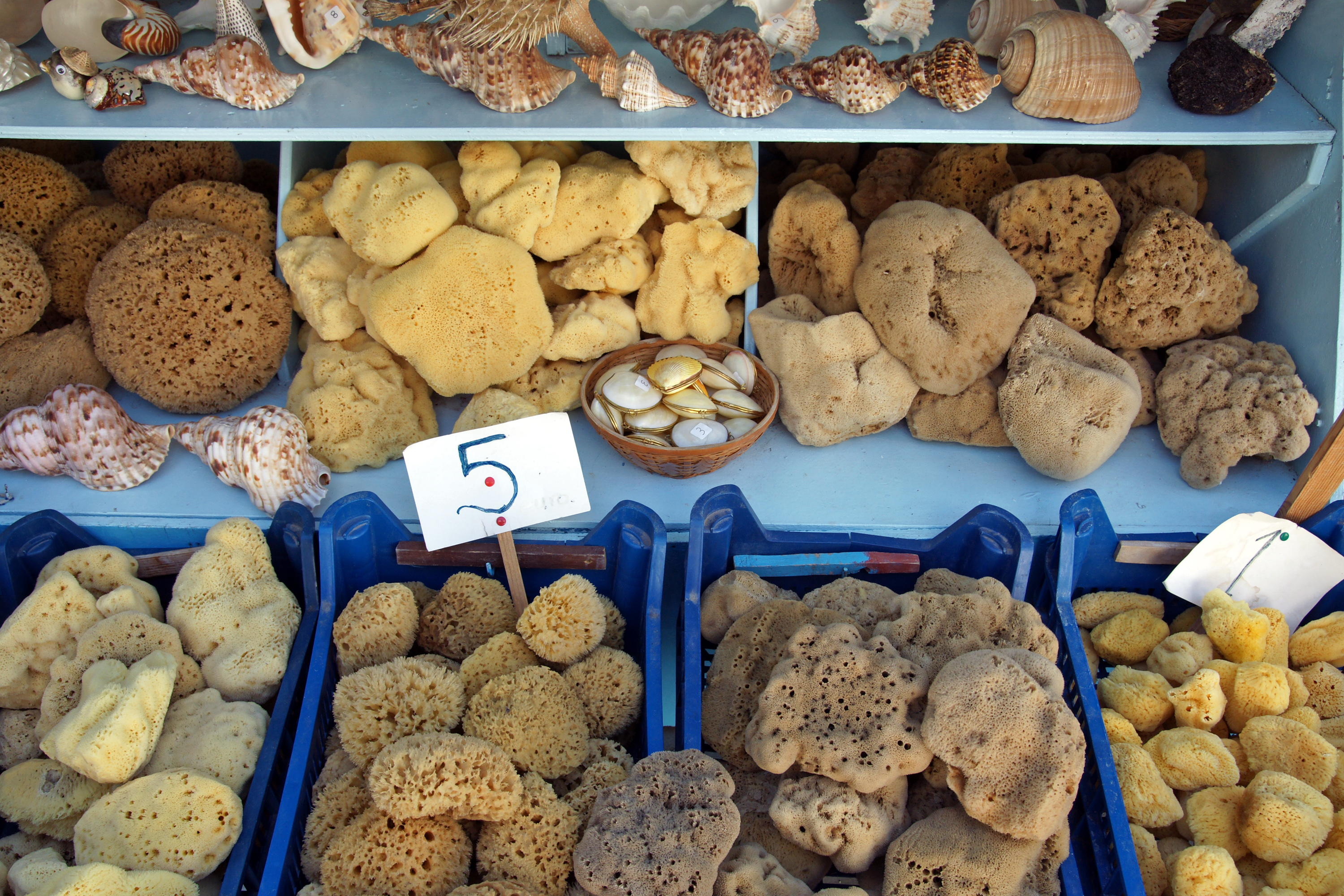
Des Éponges Naturelles de Kalymnos.

### Pêche aux éponges
La pêche aux éponges semble pratiquée par les Grecs depuis plus de trois millénaires, si l'on en croit des passages des œuvres d'Homère remontant au IXe siècle av. J.-C.. Avec l'invention du scaphandre à casque au XIXe siècle, cette pêche, en fait une cueillette sous-marine, est devenue à Kalymnos une partie importante de l'économie de l'île, qui devient le premier centre de production de l'ensemble de la mer Égée sous l'administration ottomane. L'exploitation des éponges était la propriété des grandes familles de l'île, qui avaient pu acheter bateaux et scaphandres, et possédaient le monopole du commerce. De nos jours, cette activité demeure, mais en scaphandre autonome, les cueilleurs allant récolter les éponges jusqu'au large des côtes de la Tunisie. Elle est de plus en plus réglementée en raison d'une part de la raréfaction de la ressource, et d'autre part des accidents provoqués par les cadences des scaphandriers et le non-respect des tables de décompression. Le traitement de la récolte se réalise toujours sur l'île. L'île compte deux musées de l'éponge, l'un situé à Pothia et l'autre à Vlychadia à l'est de l'île.

### Agriculture

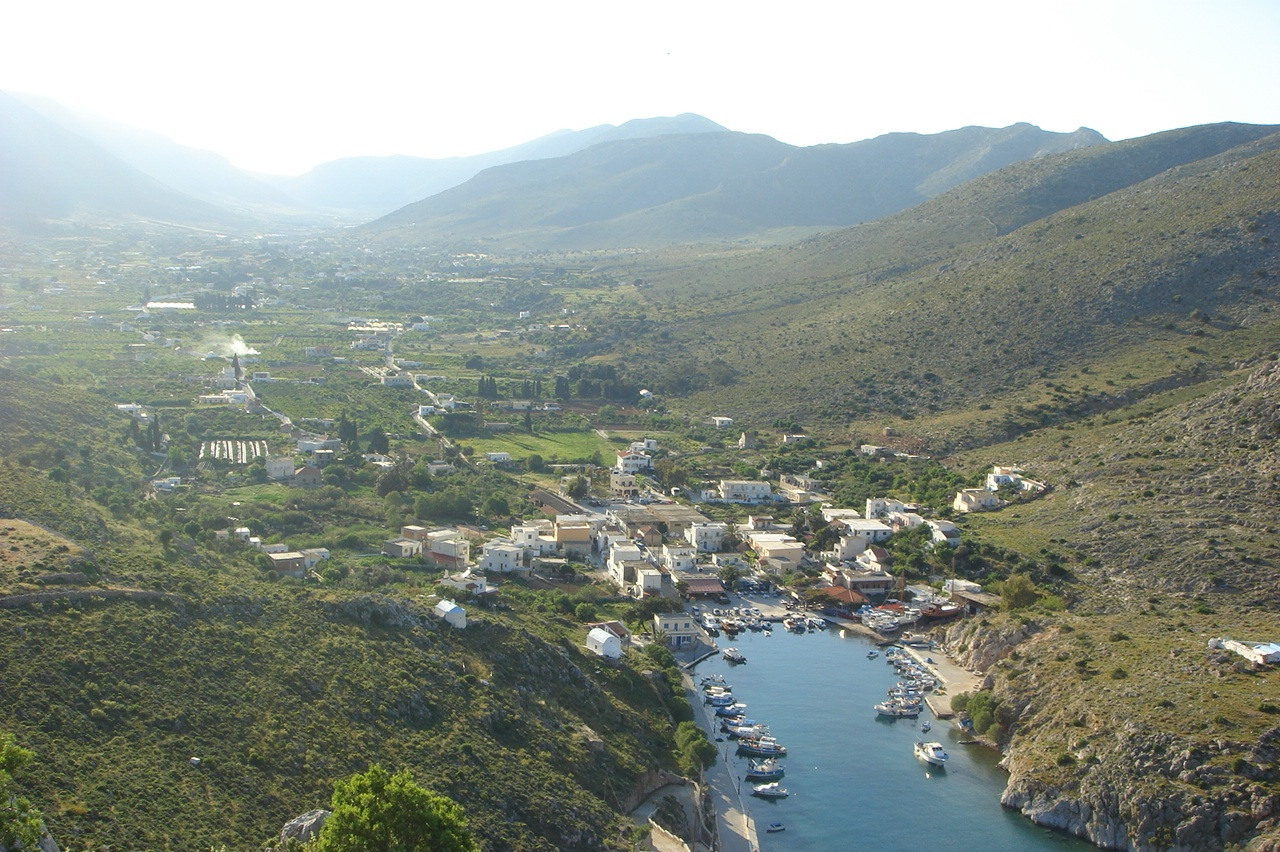
Le port et la vallée de Vathi

L'autre activité de l'île est celle des cultures maraîchères (la surface cultivable de Kalymnos ne représentant que 18 % de la surface totale), principalement dans la vallée de Vathi, fameuse pour ses cultures de citrons et d'agrumes. L'apiculture est également une ressource traditionnelle de l'île, principalement avec la production de miel de thym. Depuis quelques années se développe une activité de pisciculture près de Vathi et dans le nord de l'île près d'Emporio. Les tentatives de poriféroculture (élevage des éponges) n'ont pas encore abouti.

### Sources thermales
La source thermale, bains chauds aux eaux minérales (thermopighai) est recommandée pour les personnes souffrant de rhumatisme, néphrite (médecine)s névralgiques, troubles des glandes endocrines, de l'appareil digestif, de l'appareil urinaire.

### Secteur tertiaire
Ces dernières années le développement du tourisme est devenu une ressource essentielle de Kalymnos durant la période estivale, notamment depuis l'ouverture du petit aéroport reliant l'île à la capitale grecque, sans passer par Kos et le ferry. Au-delà du traditionnel modèle hélio-balnéaire, la création de deux petits festivals internationaux, l'un d'escalade, l'autre de plongée sous-marine, ont également participé de façon majeure au développement de ce secteur et à la renommée de l'île à l'étranger jusqu'à représenter plus d'un tiers de la fréquentation touristique de l'île.

#### Transports maritimes
Des services réguliers desservent le Pirée, Rhodes, l'île de Kos, Léros...

#### Transports aériens
L'aéroport de Kalymnos, en construction pendant 15 ans, a été inauguré le 9 août 2006. Des vols Athènes-Kalymnos sont prévus avec une escale à Astipalea.
L'aéroport d'Antimachis est le plus important. Il est intermodal, et relie ainsi par bateau Kalymnos aux ports de Kos et de Pothia[pas clair].

## Tourisme et loisirs

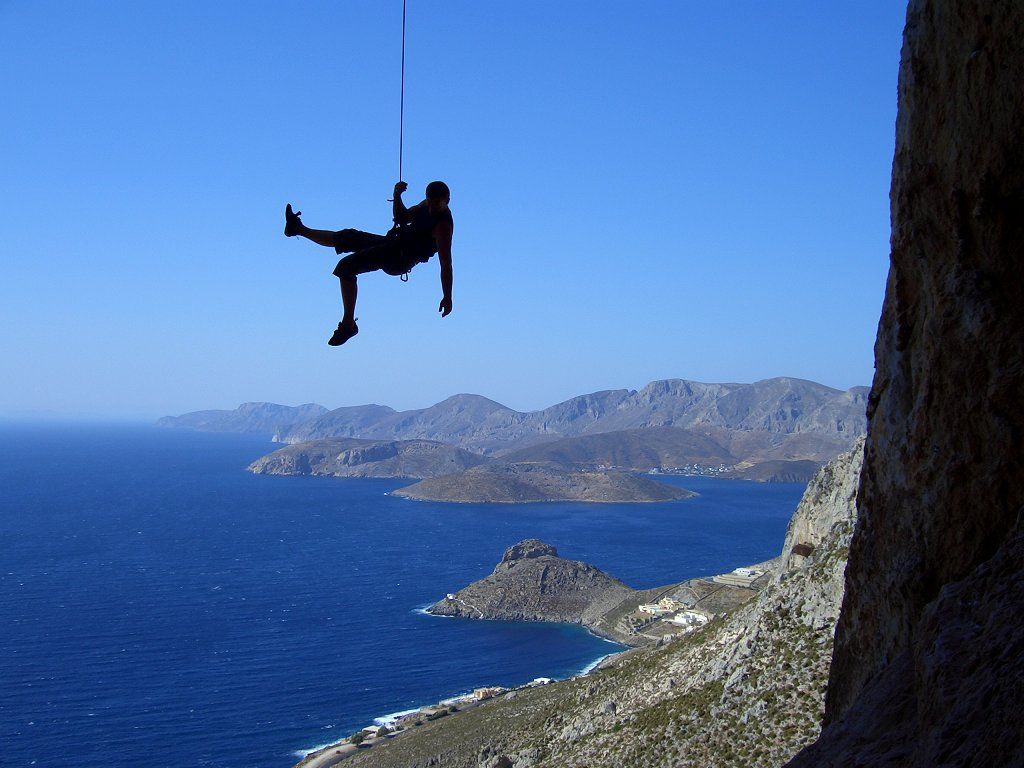
Escalade des falaises kalymniotes

Le tourisme, bien que présent, reste limité comparé à d'autres îles de la mer Égée et concerne surtout la période estivale. Des ferries relient Kalymnos à Athènes, Patmos, Rhodes et Kos. L'île est devenue plus fréquentée du fait d'écrivains en vogue ayant écrit à son sujet (Michel Déon, Céline Schmink, Katherine Ginsburg, etc.) et y résidant à l'année. De nombreux Anglais et Américains viennent passer leurs vacances à Kalymnos, ainsi que des vacanciers grecs vivant à l'étranger et qui retournent dans leur île d'origine pour les vacances et revoir leur famille. Kalymnos est une île dynamique, qui est animée les soirs d'été (grande variété de spectacles musicaux sur la place de l'église Christou dans le centre de Pothia, la célèbre discothèque du Club Loca à Masouri...). Le soir, tout le port est baigné de lumières nocturnes, et l'animation y est très vive.
Kalymnos est depuis quelques années également appréciée pour l'escalade de ses falaises, notamment près du village de Massouri où se situent la majorité des voies. En 2006 a été créé l'International Kalymnos Climbing Festival qui organise chaque année, avec le soutien de l'office de tourisme grec, une compétition regroupant environ 300 participants internationaux. On compte maintenant 2 000 voies réparties sur 64 secteurs sur les îles de Kalymnos et Telendos. Le tourisme de l'île s'est donc reconverti à ce nouveau public et la saison touristique s'étend de début avril à fin novembre, voire après Noël.

## Culture locale et patrimoine

### Société kalymniote et les fêtes religieuses
Kalymnos est avec Patmos l'une des îles de l'Égée où la vie religieuse est intense : ses vingt-une paroisses dépendent du patriarcat œcuménique de Constantinople et plus précisément de la Métropole de Léros, Kalymnos et Astypaléa. Comme dans de nombreuses îles, se trouvent quantité de monastères orthodoxes tels Agios Panteleimon, Agios Sabbas, Agia Katherina...
La coutume locale est parfois le tir de feu d'artifice ou de canon à blanc à l'arrivée des bateaux, cela peut effrayer mais c'est bon enfant. Cette tradition est particulièrement présente dans toute l'île au moment des fêtes de Pâques ou lors d'évènements importants.
Des fêtes religieuses se déroulent durant la saison estivale : la fête de St-Panteleimon le 27 juillet, la fête de Notre-Dame à Télentos le 15 août, la fête de la Croix de Néra le 14 septembre.

## Lieux et monuments

### Patrimoine religieux
- Le monastère de Tous-les-Saints,
- Le monastère de Sainte-Catherine,
- Le monastère de l'Assomption,
- Le monastère de Routsos,
- Le monastère de Saint-Panteleimon,
- Le monastère de Notre-Dame de l'Annonciation.

- A Khorion, l'église de Notre-Dame la Gracieuse ou des térébinthes, jadis cathédrale de Calymnos,
- L'église de Christ-Sauveur,
- L'église des  saint-Apôtres,
- L'église de la Croix,
- L'église de Notre-Dame Kyrapsili,
- L'église de Notre-Dame Keharitoméri de Chorio...

### Patrimoine architectural civil
- Le château de Notre-Dame Chrysocheira,
- Péra-Castro (le châtreau de l'autre côté),
- L'hôtel de ville des Calymniens,
- Le palais du Gouverneur,
- La bibliothèque municipale,
- La salle de lecture "Les Muses",
- Les musées : Musée Folklorique et Archéologique, musée Nautique, musée de la Mer,
- La maison traditionnelle de Kalymnos[15],
- Les nombreuses et très belles statues qui agrémentent les différents quartiers de la ville sont dues aux artistes Michel Cokkinos et sa fille Irène.

### Patrimoine naturel
Les recherches de paléoanthropologie ou paléontologie humaine, menées dans certaines grottes notamment par A.M. Maiuri, témoignent d'une vie humaine régulière sur l'île, datant du néolithique et de l'ère mycénien (grotte de Mandra ou Chiromandros et de Sainte Barbara).
- La grotte de Képhala ou le Trou de Képhala,
- La grotte des Sept Vierges ou la Retraite des Nymphes,
- La grotte de Colonostilo,
- La grotte de Skalion[16],
- La grotte de Mandra ou Chiromandrès,
- La grotte de Sainte-Barbara.

## Personnalités liées à l'île
- Saint Sabas de Kalymnos, saint Patron de Kalymnos, mort sur l'île en 1948.
- John Cannis, homme politique canadien né sur l'île en 1951.
- Theo Mavrostomos, plongeur professionnel originaire de Kalymnos qui a atteint en caisson −701 m théorique de profondeur avec la Comex en 1992 soit la plus grande profondeur jamais atteinte par un être humain[17],[18].